# Aplidium quadriversum
Aplidium quadriversum is een zakpijpensoort uit de familie van de Polyclinidae. De wetenschappelijke naam van de soort is voor het eerst geldig gepubliceerd in 1982 door Millar.